# Allium micranthum
Allium micranthum — вид рослин з родини амарилісових (Amaryllidaceae); поширений в Афганістані й Пакистані.

## Опис
Цибулина яйцювата, ≈ 2 см завширшки; зовнішні оболонки лускаті, білі. Стеблини 30–40 см заввишки. Листків 2, лінійні, 1.5–3 мм завширшки, голі або ледь шорсткі. Зонтики майже круглої форми. Листочки оцвітини пурпурні, ланцетні, ≈ 3 мм завдовжки, гострі.

## Поширення
Поширення: Афганістан, північно-західний Пакистан.